# Altestadt
Altestadt ist eine der wenigen Düsseldorfer Straßen, die zum Zeitpunkt der Stadterhebung 1288 zumindest in weiten Teilen bereits vorhanden waren. Das älteste Gebäude im Bereich der Straße ist die St.-Lambertus-Kirche. Historisch bedeutsam sind auch die Josephskapelle und das ehemalige Theresienhospital. Bis auf die St.-Lambertus-Kirche sind alle Gebäude auf der Kirchseite in der zweiten Hälfte des 20. Jahrhunderts neu errichtet worden. Auf der anderen Straßenseite dagegen sind ältere Gebäude vorhanden.
Während die östliche Verlängerung der Altestadt, die Ratinger Straße, durch die dortigen vielen Gastwirtschaften einen regen Publikumsverkehr anzieht, gehört Altestadt mit nur einigen Galerien zu einem der ruhigen Bereiche der Altstadt. Lediglich am Ende der Straße, an der Ecke zur Ursulinengasse im Haus Nr. 14, sind Gastwirtschaften vorhanden.

## Verlauf

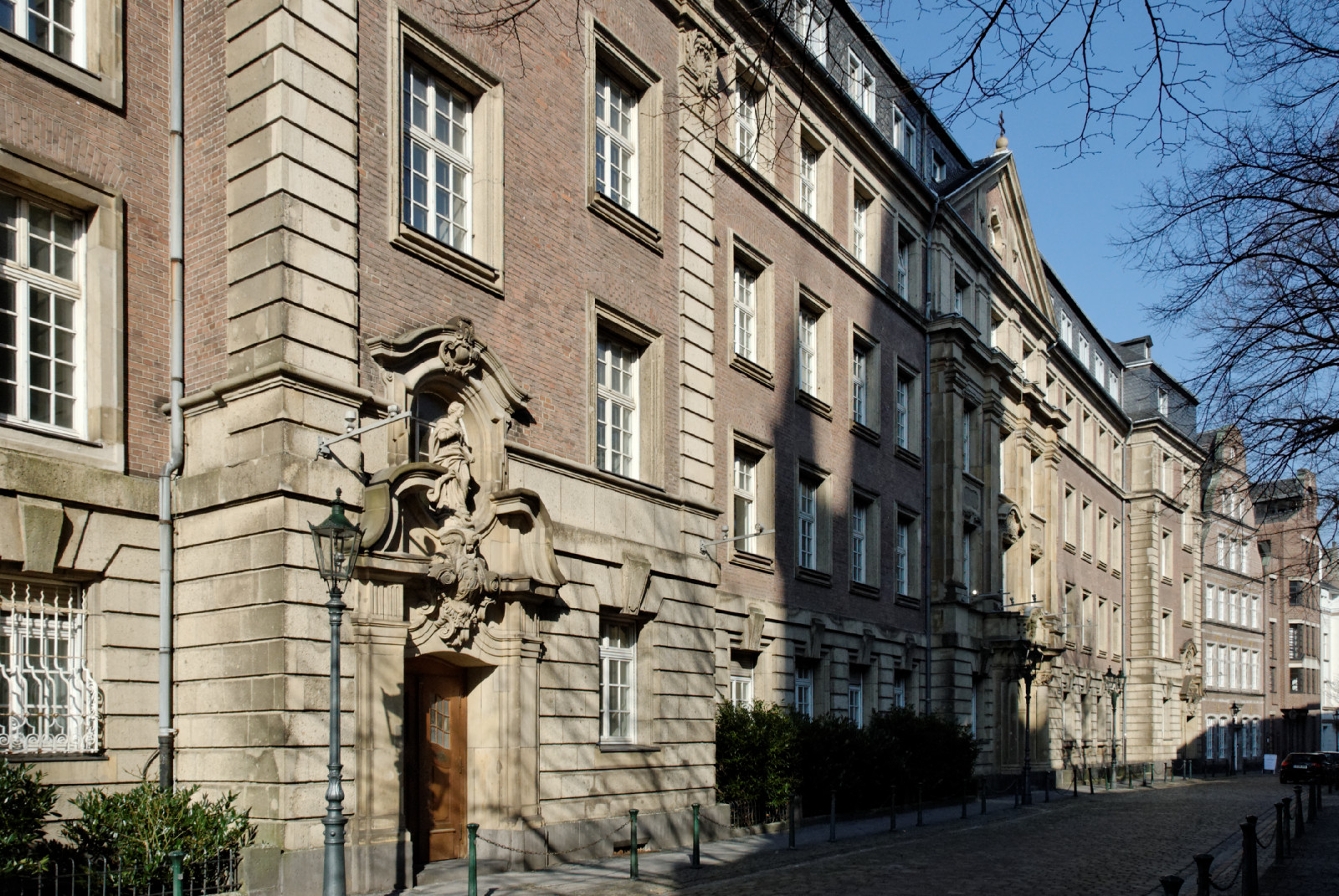
Häuser der Nordseite, vorne das ehemalige Theresienhospital

Aktuell beginnt die Straße am Emilie-Schneider-Platz und damit an der Rheinuferpromenade, die in diesem Bereich Schloßufer genannt wird, und verläuft in östlicher Richtung zur Ratinger Straße. Bis zur Stadterweiterung endete die Straße, wie auch heute, am Kreuzungsbereich mit der Liefer- und der Ursulinengasse. Ihre Länge beträgt etwa 190 Meter. Am östlichen Ende lag bis zur ersten Stadterweiterung das erste, alte „Liebfrauentor“. Nach der Vergrößerung der Stadt wurde bis mindestens 1663 auch die Verlängerung bis zum ersten Ratinger Tor noch Altestadt genannt. Nachweislich 1738 wird für die Verlängerung der Namen Ratinger Straße verwendet. In einer alten Stadtkarte, auf der Düsseldorf von 1764 dargestellt ist, entspricht die Straßenführung der heutigen Situation. Lediglich im Bereich des damals noch nicht vorhandenen Emilie-Schneider-Platzes sind sowohl der Beginn der inzwischen nicht mehr vorhandenen Krämerstraße wie auch einige zusätzliche Häuser auf der Seite der St.-Lambertus-Kirche weiter nördlich vor dem Rheinufer eingezeichnet.
In einer weiteren Stadtkarte für das Jahr 1889 ist im Bereich des nordwestlichen Teiles vom aktuellen Stiftsplatz eine etwas andere Bebauung dargestellt. Die Hinterseite der Bauten am Anfang der Krämerstraße enden fast vor dem Hauptportal der St.-Lambertus-Kirche und lassen nur Platz für eine schmale Durchgangsgasse vor der Kirche. Hier sind bis zum Ende des 19. Jahrhunderts die Häuser der Kremerstraße Nummer 4 und 6 angeordnet, die in der Karte von 1764 so nicht eingezeichnet sind.

## Geschichte

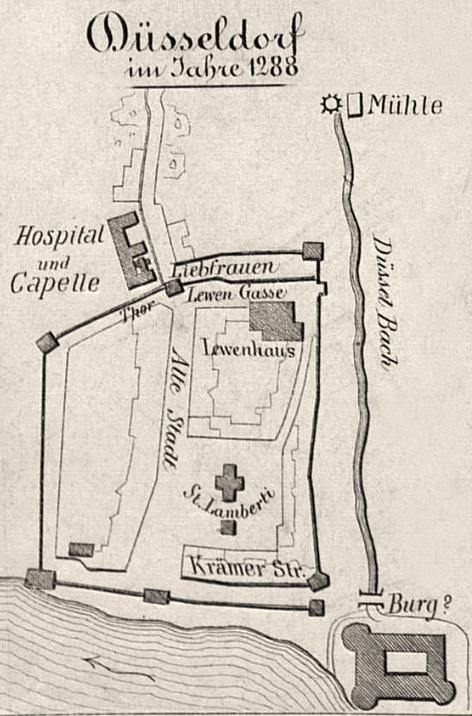

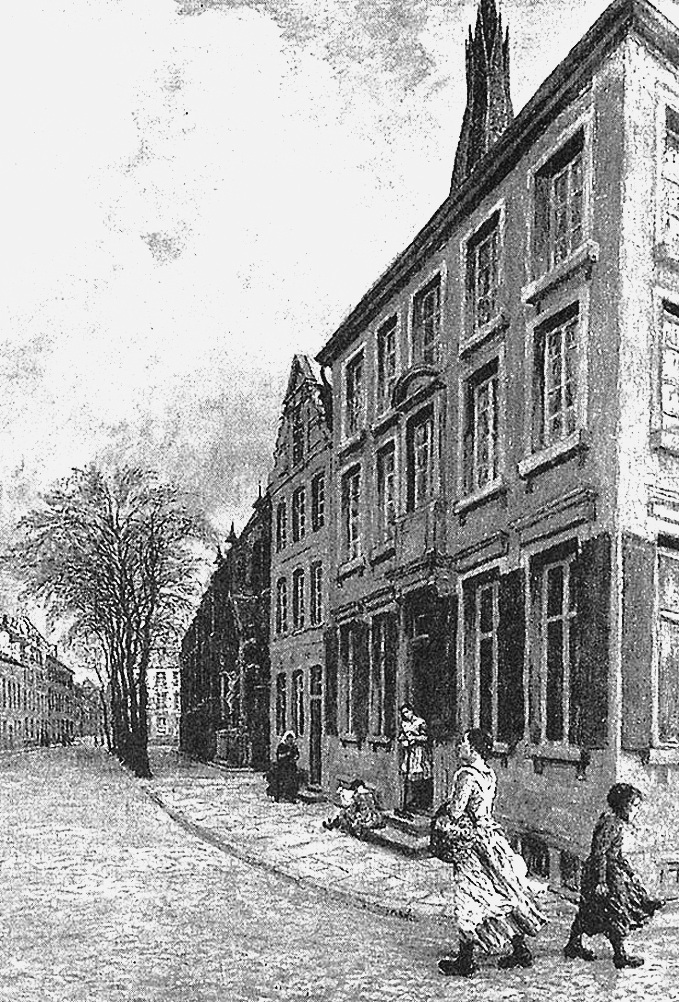
Historischer Blick in die Altestadt nach einem Gemälde von Wilhelm Schreuer: vorne rechts das Douvenhaus, dahinter das Haus „Zur Stadt Rom“ und die Stiftskirche St. Lambertus

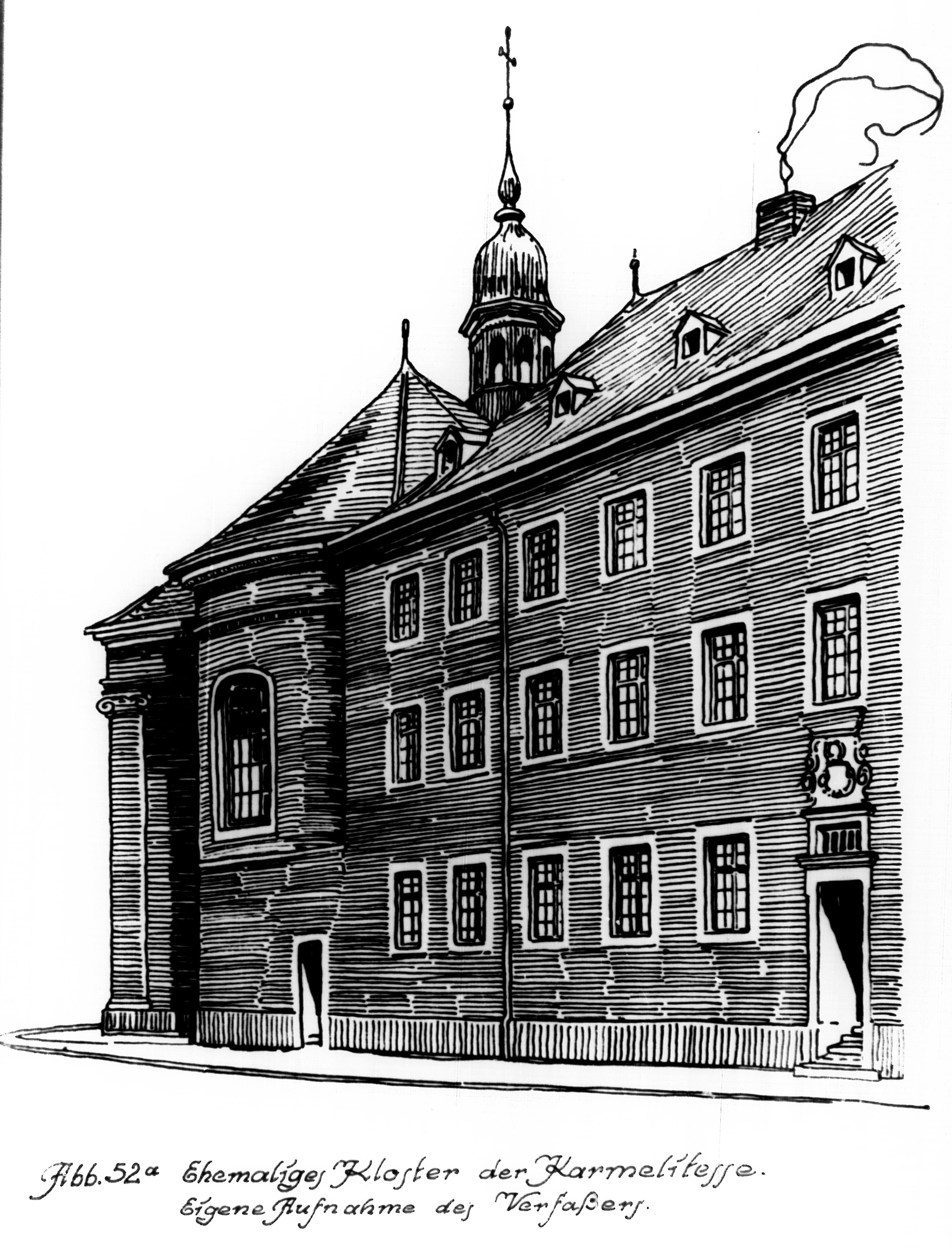
Ehemaliges Kloster der Karmelitinnen mit Josephskapelle

Wie die Stadt hat auch die Straße Altestadt, vormals „Aldt Stadt“, eine bewegte Vergangenheit. Bausubstanz aus dem 13. Jahrhundert ist keine mehr vorhanden. Bis nach der ersten Erweiterung der Stadt, zu Beginn 1384, lag westlich der St.-Lambertus-Kirche am Anfang der Straße sowohl der Marktplatz wie auch das erste Rathaus. Nach der ersten Stadterweiterung war der Name Altestadt für den gesamten ersten und damit alten Stadtbereich gebräuchlich. Erst ab Anfang des 17. Jahrhunderts wurde er nur noch, wie auch aktuell, für die Straße verwendet.
Bis 1769 war der aktuelle Stiftsplatz an der Kirche weitgehend Friedhofsgelände. Dieser umfasste auf der Nordseite der Kirche auch noch Teile der Straße Altestadt und war durch eine Mauer abgetrennt. Nach Niederlegung der Mauer und Auflösung des Friedhofs wurde die Straße vor dem damaligen Kloster verbreitert.
Vor allem die Explosion des in nördlicher Nachbarschaft gelegenen Pulverturmes 1634 und die kriegerischen Bombardements von 1758 (Siebenjähriger Krieg) und 1794 (Erster Koalitionskrieg) führten immer wieder zu Schäden und Zerstörung der damaligen Bauten. Außer von der St.-Lambertus-Kirche sind belastbare Unterlagen mit Daten von Gebäuden, Häusernamen und Eigentümern erst ab dem 17. Jahrhundert vorhanden.
Die rechte Seite der Straße (vom Rhein aus) sind die Häuser mit ungerader Nummer. Alle Häuser auf dieser Seite sind wie bereits angeführt neueren Datums. Letzte Reste der alten Bebauung, die nach 1945 noch vorhanden war und die zum Teil wieder aufgebaut wurde, sind um 1990 abgerissen worden und nicht mehr vorhanden.
Wie bei vielen anderen alten Häusern in der Altstadt von Düsseldorf sind für die Häuser dieses Straßenzuges einige historische Namen überliefert, auch für nun nicht mehr vorhandene Häuser. Haus Nr. 1, dem so genannten Douvenhaus, hatte bis 1842 seinen Eingang am östlichen Teil des Stiftsplatzes. In diesem Jahr wurde das Gebäude aufgestockt und der Eingang zur Altestadt verlegt. Laut Ferber zog in den zweiten Stock die Familie von Andreas und Oswald Achenbach. Später eröffnete Balthasar Thoelen in dem so umgebauten Haus die Weinwirtschaft Zum Rosenkränzchen, die dem Haus fortan ihren Namen gab. Das Lokal wurde nach der im 15. Jahrhundert gegründeten Rosenkranzbruderschaft benannt, die in dem Haus seit 1812 ihr Stammlokal hatte. Bedingt durch die örtliche Lage unmittelbar neben der Stiftkirche St. Lambertus trafen sich in dem Lokal sowohl angesehene Bürger und Honoratioren als auch Künstler und Literaten. In der Zeit von 1909 bis 1911 war das Weinlokal Rosenkränzchen in der Hinterstube ein bedeutender Treffpunkt eines Kreises um Hedda und Herbert Eulenberg, Hermann Harry Schmitz, Hanns Heinz Ewers, Ilna Ewers-Wunderwald und dem Komponisten Gustav Krumbiegel († 1914), Otto Boyer (1874–1912), Erich Nikutowski, Richard Klapheck, Andreas Dirks, Max Clarenbach, August Deusser, Kurt Kamlah und Friedrich Maase.
Für Haus Nr. 3, das Geburtshaus des Komponisten Norbert Burgmüller, ist der Name Zum heiligen Appolinarinus und für Nr. 11 Zum neuen Engel dokumentiert. Von Haus Nr. 7 ist überliefert, dass hier bereits 1565 eine Apotheke eröffnet wurde. 1704 war der Eigentümer von Haus Nr. 9 ein Mitglied der bekannten niederrheinischen Familie Redinghoven. Diese Häuser gehörten später zur Brauerei Schlösser.
Vom Eckhaus zur Liefergasse Nr. 17 sind die Namen einiger Besitzer bereits ab Ende des 17. Jahrhunderts und Anfang des 18. Jahrhunderts bekannt. In der zweiten Hälfte des 18. Jahrhunderts bis nach 1804 lag hier der vornehme Gasthof Hof von Holland. Vom europäischen Hochadel übernachtete zu dieser Zeit hier neben anderem der König von Schweden mehrmals. Danach ist für 1817 in dem Gebäude die Posthalterei belegt.
Im Gegensatz zur rechten Straßenseite sind links noch weitgehend Gebäude mit dem Ursprung Mitte des 17. Jahrhunderts vorhanden. Im Landsteuerbuch von 1632 sind auch Gebäude angeführt, die vor der Zerstörung durch die Explosion des Pulverturms 1634 dort standen. Mitte des 17. Jahrhunderts (1644) wurde im Bereich des heutigen Gebäudes Nr. 2 (zum ehemaligen Krankenhaus gehörend) mit dem Bau eines Klosters der Karmelitinnen begonnen. Da das Kloster bald zu klein war, wurde es zu Beginn des 18. Jahrhunderts vergrößert. Auf einem vom Kurfürst Johann Wilhelm von Pfalz-Neuburg geschenkten Gelände wurde im Zuge dieser Baumaßnahmen am 26. April 1712 der Grundstein zur Josephskapelle gelegt. Am 13. März 1715 begannen der Bau und Umbau der restlichen Klostergebäude. Am 15. Dezember 1716 wurde die Kapelle eingeweiht.

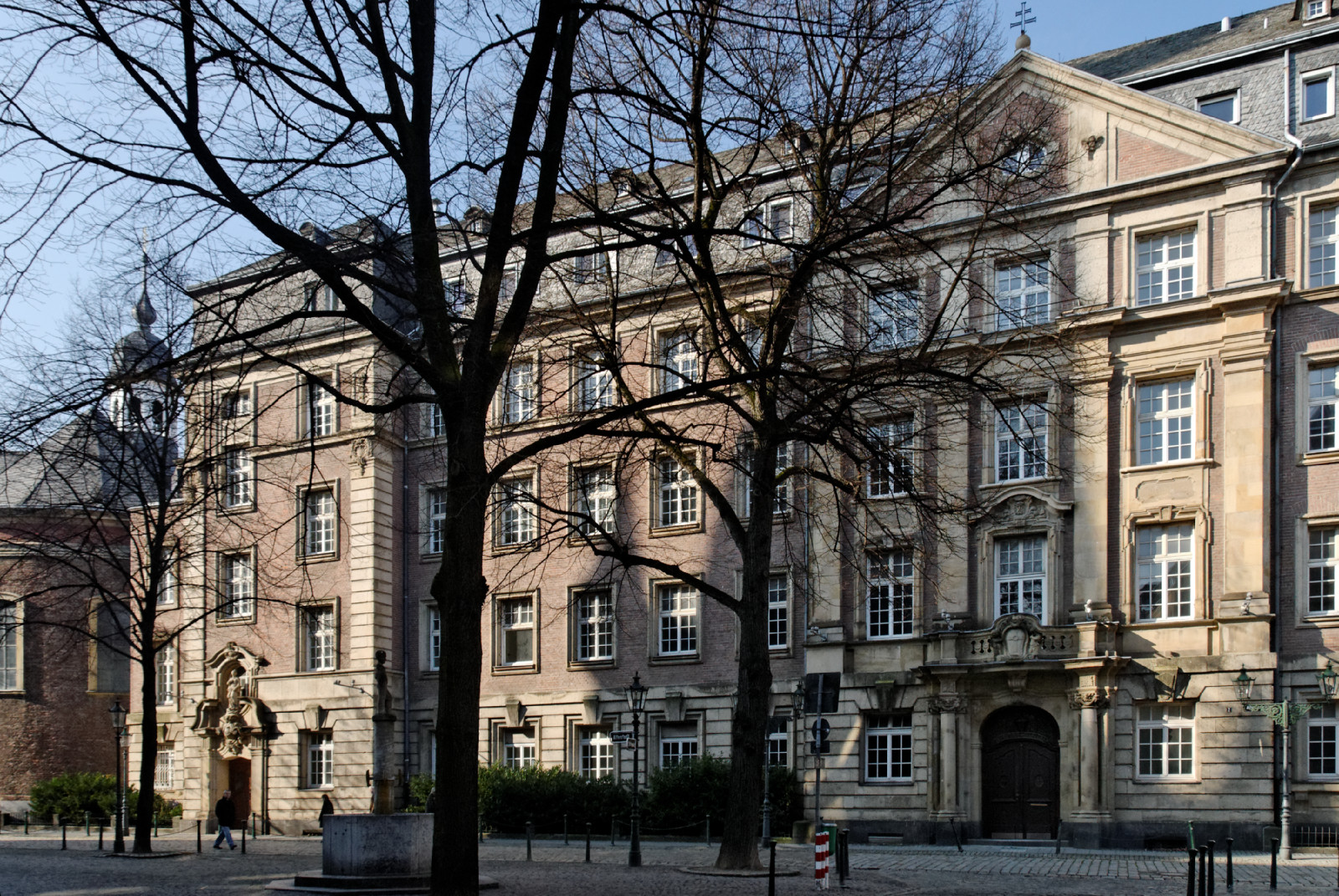
Vormals Theresien-Hospital und Wohnheim für kranke Senioren, Altestadt 2, in 2011

1803 wurde das Kloster säkularisiert, die Nonnen durften aber noch für einige weitere Jahre dort wohnen. 1831 wurde das ehemalige Kloster in ein Krankenhaus umgewandelt und an die Celliten-Schwestern verschenkt. Zu diesem Zeitpunkt lagen direkt an das Krankenhaus angrenzend noch die privaten Wohnhäuser Nr. 2 und 4. Die erste Oberin zur Zeit der Eröffnung des Krankenhauses war Émilie Schneider, nach der der später angelegte Platz vor der Kapelle benannt wurde. Von den Celliten-Schwestern übernahmen 1852 die Töchter vom heiligen Kreuz das Krankenhaus „zur Verpflegung der Kranken weiblichen Geschlechts“. Bei einer Erweiterung wurden die privaten Gebäude Nr. 2 und 4 in den Krankenhausbereich mit einbezogen. Ein Neubau des Krankenhauses erfolgte 1909–1912 durch Caspar Clemens Pickel. Unter dem Namen Theresien-Hospital wurde es bis 1977 betrieben. Anschließend war es bis Ende 2007 ein Wohnheim für kranke Senioren. Ab Anfang 2008 mit dem Auszug der letzten zwölf Nonnen war der Gebäudekomplex unbenutzt. Ab Ende 2011 bis Anfang 2014 wurde das danach leerstehende Gebäude zu Luxuswohnungen umgebaut.

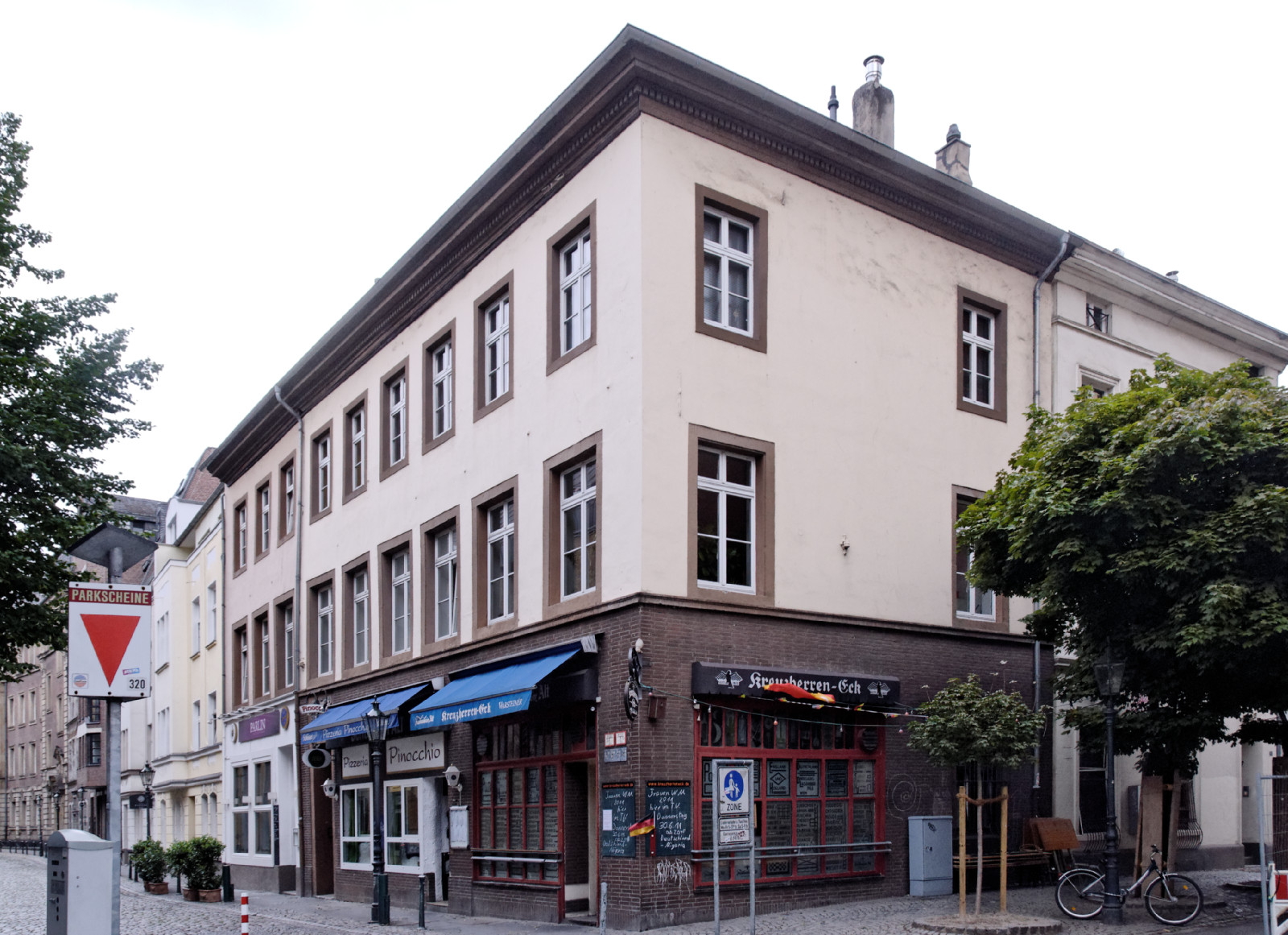
Haus Altestadt 14

Mit Haus Nr. 6, auch heute noch im alten Stil mit schöner roter Backsteinfassade, beginnen Wohnhäuser, die bereits vor der Explosion des Pulverturmes nachweisbar sind. Weiterhin hat der Keller von Nr. 6 eine Bauweise, die im späten Mittelalter üblich war. Von diversen Eigentümern sind die Namen dokumentiert. Für Haus Nr. 8 wird, wie später für Haus Nr. 9, als Eigentümer 1632 ein Mitglied der Familie Redinghoven angegeben. Dieses Mitglied, Dominus Johannes von Redinghoven, war bereits seit 1611 Diakon der kleinen reformierten Gemeinde in Düsseldorf. 1610 soll Jan Wellem Eigentümer des Gebäudes Nr. 8 gewesen sein, der es in diesem Jahr an einen seiner Hof- und Geheimräte verkaufte.
Für Haus Nr. 10 ist 1632 der Name Im Namen Jesu überliefert. Für die Häuser 12 und 14 sind ebenfalls diverse Eigentümer ab Anfang des 17. Jahrhunderts bekannt. Nach dem heutigen Haus Nr. 14 an der Ecke Altestadt / Ursulinengasse lagen bis 1690 noch drei weitere kleine Gebäude vor der Kreuzherrenkirche. Der seinerzeitige Eigentümer des Hauses von 1626 bis 1662, Johann Bertram von Scheidt, kaufte 1660 die drei Gebäude, um sie abzureißen. Er wollte dadurch den Bereich vor der Kirche freimachen. Zu dieser Zeit war dort nur ein schmaler Durchgang und Weg zwischen diesen Häusern und Kreuzherrenkirche vorhanden. Dieser schmale Weg verlief vor der noch vorhandenen ersten alten Stadtmauer. Erst die Erben erhielten 1690 die Genehmigung, den Abriss dieser Häuser auch durchzuführen. Durch die sich ergebene Verbreiterung konnte die Ursulinengasse in der heutigen Form angelegt werden.

## Brauerei Schlösser
Seit Mitte der zweiten Hälfte des 19. bis Ende des 20. Jahrhunderts war Altestadt Standort der Düsseldorfer Altbier-Brauerei und des Brauereiausschanks Schlösser. Nach dem Kauf des Gebäudes Nr. 11 im Jahr 1873 durch Johann Schlösser wurde dort eine Gasthofbrauerei eröffnet. Der Sohn, Josef Schlösser, übernahm das Bierbrauen. Weitere anliegende Gebäude wurden im Laufe der Jahre für die Vergrößerung der Brauerei dazugekauft. 1933 mit dem Kauf des Gebäudes Nr. 1, in dem zu diesem Zeitpunkt ein Café Größenwahn betrieben wurde, war der Ankauf der Häuserzeile Nr. 1–13 abgeschlossen. Nach dem Kauf des Gebäudes Nr. 1 wurde dieses abgerissen und an derselben Stelle ein neues Sudhaus errichtet. Pfingsten 1943 mit der Zerstörung durch Kriegseinwirkung musste der Betrieb unterbrochen werden. Nach dem Krieg wurde am 18. November 1955 die Gastwirtschaft mit großem Bürgersaal wieder eingeweiht. Dieser Saal wurde vom Brauchtum für viele Veranstaltungen rege benutzt. Bis März 1988 war er auch der Sitzungssaal der Düsseldorfer Jonges. Um 1990 wurden der gesamte Komplex abgerissen und danach auf dem Grundstück moderne Geschäfts- und Bürogebäude erstellt. Damit war das langjährige Kapitel Schlösser auf der Altestadt beendet.